# Fichtenmeise

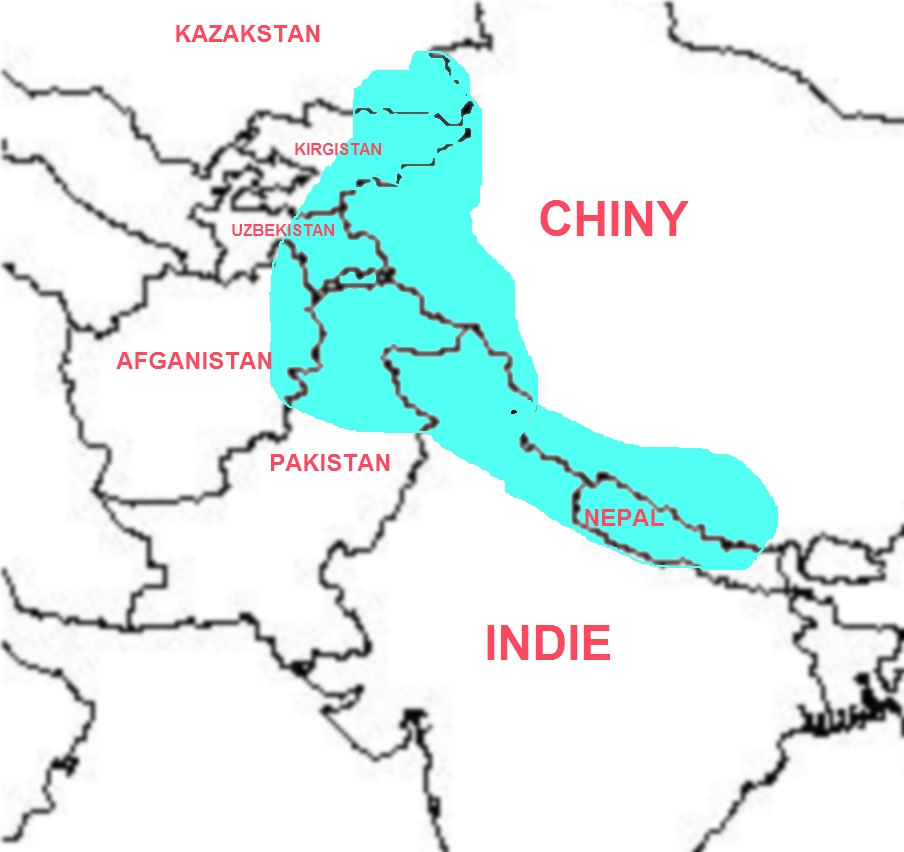
Verbreitungsgebiet der Fichtenmeise

Die Fichtenmeise (Periparus rufonuchalis, Syn.: Parus rufonuchalis) ist eine asiatische Singvogelart aus der Familie der Meisen (Paridae). Sie wurde vormals mit der Rotbrustmeise (Periparus rubidiventris) zu einer Art zusammengefasst und war in der Gattung Parus platziert.

## Erscheinungsbild
Die Fichtenmeise ist mit einer Körperlänge von ca. 13 cm, einem Gewicht von 11,4 bis 14,7 g und einer Spannweite von ca. 20 cm etwas größer als die Tannenmeise. Sie hat ein dunkles Gefieder und eine kurze, spitze Federhaube. Der rautenförmige Wangenfleck ist schmutzig weiß, der weiße Nackenfleck am unteren Rand oft zimtfarben gelbbraun gefärbt. Vorderkopf, Oberkopf, Halsseiten und Kehle sind schwarz und die übrige Oberseite inklusive Bürzel und Oberschwanzdecken olivgrau. Der schwarze Brustlatz zieht sich breit bis zum Oberbauch, die restliche Unterseite ist mittelgrau mit einem kleinen zimtfarbenen Flankenfleck und zimtfarbenen Unterschwanzdecken. Der Schwanz ist dunkelgrau, die Schwanzfedern fein blaugrau gesäumt. Die Federn der Alula sind dunkelgrau, Handschwingen, Armschwingen, Schirmfedern und Flügeldecken sind ebenfalls dunkelgrau und blaugrau gesäumt.
Beide Geschlechter sind gleich gefärbt. Bei den Weibchen ist der Latz etwas weniger umfangreich und matter gefärbt, ihr Oberkopf weniger glänzend. Juvenile Tiere sind eher etwas matter gefärbt, ihr Brustlatz ist blasser und weniger kontrastreich zur restlichen Unterseite.
Die Iris ist braun, der Schnabel schwarz. Beine und Füße sind bleifarben bis schwärzlich.

## Vorkommen und Lebensraum
Die Meise bewohnt trockene Nadelwälder in Teilen von Indien, der Volksrepublik China, Pakistan, Usbekistan, Kirgisistan und Afghanistan. Aufgrund ihrer zahlreichen Vorkommen, insbesondere in Nepal, wird sie von der IUCN (International Union for Conservation of Nature and Natural Resources) als nicht gefährdet (Least Concern, LC) eingestuft.

## Lebensweise
Die Nahrung besteht meist aus kleinen, wirbellosen Tieren, Samen und Beeren. Nestlinge werden ausschließlich mit Insekten und Larven gefüttert. Das Nest wird am Boden in einem Loch oder in einer Erdspalte, an Steilhängen oder Steinwällen, unter großen Steinen oder an den Wurzeln großer Bäume gebaut, manchmal auch in Spalten oder Hohlräumen von Baumstümpfen bis in einem Meter Höhe. Gewöhnlich ist es ein Moospolster das mit Federn, Haaren und Wolle ausgekleidet wird. Das Nest wird von beiden Elternteilen gebaut, das Männchen erweitert das Nest auch nach der Eiablage. Das Gelege besteht aus 4 bis 6 Eiern, Brutdauer und Nestlingszeit sind nicht bekannt. Die Jungen werden von beiden Elternteilen gefüttert.

## Taxonomie
Bis vor kurzem war Periparus mit der damals noch recht artenreichen Gattung Parus im weiteren Sinne (sensu lato) zusammengefasst: Von vielen Autoren wird die Art weiterhin als Parus zugehörig angesehen. Gelegentlich wird die Fichtenmeise als konspezifisch mit der Rotbrustmeise angesehen, allerdings sind beide lediglich lokal syntop. Die Art gilt als monotypisch, die Unterschiede für eine Auftrennung in die Unterarten Periparus rufonuchalis blanchardi und Periparus rufonuchalis parvirostris sind zu unbeständig.

## Etymologie und Forschungsgeschichte
Die Erstbeschreibung der Fichtenmeise erfolgte 1849 durch Edward Blyth unter dem wissenschaftlichen Namen Parus rufonuchalis. Das Typusexemplar wurde von Captain Thomas Hutton bei Simla gesammelt. Erst 1884 führte Edmond de Selys-Longchamps den Gattungsnamen Periparus für die Fichtenmeise, die Rotbrustmeise (Periparus rubidiventris (Blyth, 1847)) und die Tannenmeise (Periparus ater (Linnaeus, 1758)) ein. Der Name leitet sich von dem griechischen Wort »peri περι« für »ungefähr, sehr« und dem lateinischen »parus« für »Meise« ab. Der Artname  »rufonuchalis« kommt aus dem Lateinischen und setzt sich aus den Worten »rufus« für »rötlich, rot« und »nuchalis, nuchus« für »Nacken« zusammen.